# Liste der Geotope im Ostalbkreis
Diese sortierbare Liste der Geotope im Ostalbkreis enthält die Geotope des baden-württembergischen Ostalbkreises, die amtlichen Bezeichnungen für Namen und Nummern sowie deren geographische Lage.  Die Geotope sind im Geotop-Kataster Baden-Württemberg dokumentiert und umfassen Aufschlüsse von Gesteinen, Böden, Mineralien und Fossilien sowie besondere Landschaftsteile.

## Liste
Im Landkreis sind 209 Geotope (Stand 9. März 2021) vom Landesamt für Geologie, Rohstoffe und Bergbau (LGRB) ausgewiesen.
| Steckbrief Nr. (PDF) | Name                                                                                        | Geotoptyp            | Gemeinde/Stadt, Gemarkung                  | Koordinaten                      | Bild | Bemerkungen |
| -------------------- | ------------------------------------------------------------------------------------------- | -------------------- | ------------------------------------------ | -------------------------------- | ---- | --- |
| 2709                 | Schönteichschachthöhle auf dem Langert S von Aalen                                          | Schachthöhle         | Aalen                                      | 48° 48′ 32,1″ N, 10° 4′ 43″ O    |      | Geologische Einheit: Massenkalk-Formation Status: geschützt (Naturdenkmal Schönteichschachthöhle)                                                         |
| 2710                 | Kuckuckstein S von Aalen                                                                    | Felsformation        | Aalen                                      | 48° 48′ 27,6″ N, 10° 5′ 10,8″ O  |      | Geologische Einheit: Untere Felsenkalk-Formation Status: geschützt (Naturdenkmal Kuckuckstein)                                                            |
| 2711                 | Doline im Ebnater Feld bei Niesitz                                                          | Doline               | Aalen Gemarkung Ebnat                      | 48° 47′ 7,3″ N, 10° 11′ 16,5″ O  |      | Geologische Einheit: Untere Felsenkalk-Formation Status: geschützt (Naturdenkmal Doline bei Niesitz)                                                      |
| 2712                 | Dolinen im Waldgebiet Dachsbau S von Ebnat                                                  | Dolinen              | Aalen Gemarkung Ebnat                      | 48° 46′ 14,3″ N, 10° 10′ 39″ O   |      | Geologische Einheit: Untere Felsenkalk-Formation Status: geschützt (Naturdenkmal Untere Hülbe u. Dolinen im Dachsbau)                                     |
| 2713                 | Aufg. Steinbruch am Braunenberg N von Röthardt                                              | Aufschluss           | Aalen Gemarkung Hofen                      | 48° 51′ 38,2″ N, 10° 7′ 33,8″ O  |      | Geologische Einheit: Wohlgeschichtete Kalk-Formation Status: geschützt (Naturdenkmal Steinbruch Braunenbäumle)                                            |
| 2714                 | Goldshöfer Sande bei Hofen                                                                  | Aufschluss           | Aalen Gemarkung Hofen                      | 48° 52′ 52,1″ N, 10° 6′ 21,3″ O  |      | Geologische Einheit: Goldshöfer Sande Status: mit geschützt (NSG Goldshöfer Sande)                                                                        |
| 2715                 | Baierstein E von Aalen                                                                      | Felsformation        | Aalen Gemarkung Unterkochen                | 48° 50′ 28,7″ N, 10° 8′ 28,6″ O  |      | Geologische Einheit: Untere Felsenkalk-Formation Status: geschützt (Naturdenkmal Baierstein)                                                              |
| 2716                 | Aufg. Steinbruch im Gewann Brand N von Unterkochen                                          | Aufschluss           | Aalen Gemarkung Unterkochen                | 48° 49′ 22,9″ N, 10° 7′ 38,1″ O  |      | Geologische Einheit: Wohlgeschichtete Kalk-Formation Status: geschützt (Naturdenkmal Steinbruch im Gewand Brand)                                          |
| 2717                 | Kanzelfels ENE von Unterkochen                                                              | Felsformation        | Aalen Gemarkung Unterkochen                | 48° 49′ 17,4″ N, 10° 9′ 13,6″ O  |      | Geologische Einheit: Massenkalk-Formation Status: geschützt (Naturdenkmal Kanzelfels)                                                                     |
| 2718                 | Ursprungsfels oberh. der Quellen des Schwarzen Kochers E von Unterkochen                    | Felsformation        | Aalen Gemarkung Unterkochen                | 48° 49′ 6,1″ N, 10° 9′ 14,3″ O   |      | Geologische Einheit: Obere Felsenkalk-Formation Status: geschützt (Naturdenkmal Ursprungsfels)                                                            |
| 2719                 | Schwabenliesel-Turmfelsen W von Unterkochen                                                 | Felsformation        | Aalen Gemarkung Unterkochen                | 48° 48′ 48,7″ N, 10° 6′ 52,2″ O  |      | Geologische Einheit: Massenkalk-Formation Status: geschützt (Naturdenkmal Schwabenliesel-Turmfelsen)                                                      |
| 2720                 | Hohler Stein E von Unterkochen                                                              | Felsformation Höhle  | Aalen Gemarkung Unterkochen                | 48° 48′ 45″ N, 10° 9′ 16,3″ O    |      | Geologische Einheit: Untere Felsenkalk-Formation Status: geschützt (Naturdenkmal Hohler Stein)                                                            |
| 2721                 | Felspartie im Kocherprallhang bei Untergröningen                                            | Felsformation        | Abtsgmünd Gemarkung Untergröningen         | 48° 55′ 13,7″ N, 9° 53′ 38,6″ O  |      | Geologische Einheit: Bunte Mergel Status: geschützt (Naturdenkmal Felspartie bei Untergröningen)                                                          |
| 2722                 | Aufschlüsse ca. 500 m N von Aufhausen am S- und SW-Hang des Tonnenbergs                     | Aufschluss           | Bopfingen Gemarkung Aufhausen              | 48° 51′ 43,9″ N, 10° 18′ 58,4″ O |      | Geologische Einheit: Impressamergel-Formation Status: mit geschützt (NSG Tonnenberg, Käsbühl, Karkstein)                                                  |
| 2723                 | Geisterhöhle aufg. Steinbruch mit Höhle SE von Weiler, W von Bartholomä                     | Höhle                | Bartholomä                                 | 48° 44′ 41,3″ N, 9° 54′ 44,7″ O  |      | Geologische Einheit: Untere Felsenkalk-Formation Status: geschützt (Naturdenkmal Geisterhöhle)                                                            |
| 2724                 | Falkenhöhle SE von Weiler                                                                   | Höhle                | Bartholomä                                 | 48° 44′ 36,3″ N, 9° 55′ 34,6″ O  |      | Geologische Einheit: Untere Felsenkalk-Formation Status: geschützt (Naturdenkmal Falkenhöhle)                                                             |
| 2725                 | Doline E von Rötenbach                                                                      | Doline               | Bartholomä                                 | 48° 44′ 16,7″ N, 9° 57′ 55,2″ O  |      | Geologische Einheit: Untere Felsenkalk-Formation Status: geschützt (Naturdenkmal Doline östlich Rötenbach)                                                |
| 2726                 | Linsemer Höhle ca. 1600 m WSW von Rötenbach                                                 | Höhle                | Bartholomä                                 | 48° 44′ 10,2″ N, 9° 56′ 25,5″ O  |      | Geologische Einheit: Untere Felsenkalk-Formation Status: geschützt (Naturdenkmal Linsemer Schacht)                                                        |
| 2727                 | Doline im Ötting`schen Wald im Steinhau S Dorfen                                            | Doline               | Bopfingen                                  | 48° 49′ 20,1″ N, 10° 20′ 54,7″ O |      | Geologische Einheit: Oberjura Status: geschützt (Naturdenkmal Doline im Ötting'schen Wald)                                                                |
| 2728                 | Steinbruch 1500 m WNW von Oberdorf am Käsbühl                                               | Aufschluss           | Bopfingen Gemarkung Oberdorf               | 48° 52′ 23,4″ N, 10° 19′ 31,3″ O |      | Geologische Einheit: Riestrümmer Status: mit geschützt (NSG Tonnenberg, Käsbühl, Karkstein)                                                               |
| 2729                 | Kargstein NW von Oberdorf                                                                   | Felsformation        | Bopfingen Gemarkung Oberdorf               | 48° 52′ 18,2″ N, 10° 20′ 0,6″ O  |      | Geologische Einheit: Riestrümmer Status: mit geschützt (NSG Tonnenberg, Käsbühl, Karkstein)                                                               |
| 2730                 | Felsgruppe am südl. Schlossberg, Bopfingen                                                  | Felsformation        | Bopfingen Gemarkung Schlossberg            | 48° 50′ 48,9″ N, 10° 21′ 42,2″ O |      | Geologische Einheit: Riestrümmer Status: mit geschützt (NSG Beiberg-Buchberg)                                                                             |
| 2731                 | Felsgruppen S vom Bopfinger Schloßberg                                                      | Felsformation        | Bopfingen Gemarkung Schlossberg            | 48° 50′ 49,6″ N, 10° 21′ 39,8″ O |      | Geologische Einheit: Riestrümmer Status: mit geschützt (NSG Beiberg-Buchberg)                                                                             |
| 2732                 | Schliff-Fläche im aufg. Steinbruch E von Härtsfeldhausen                                    | Aufschluss           | Bopfingen Gemarkung Trochtelfingen         | 48° 49′ 27,4″ N, 10° 23′ 2,9″ O  |      | Geologische Einheit: Obere Felsenkalk-Formation Status: geschützt (Naturdenkmal Schliff-Fläche bei den Sieben Brunnen)                                    |
| 2733                 | Bohnerzgruben im Asang WSW von Michelfeld                                                   | Aufschluss           | Bopfingen Gemarkung Unterriffingen         | 48° 50′ 20,2″ N, 10° 17′ 20,1″ O |      | Geologische Einheit: ? Status: geschützt (Naturdenkmal Bohnerzgruben im Asang)                                                                            |
| 2734                 | Felsbuckel Finsterbuck im Gewann Glöckle NNW von Oberriffingen                              | Felsformation        | Bopfingen Gemarkung Unterriffingen         | 48° 50′ 1,7″ N, 10° 17′ 56,9″ O  |      | Geologische Einheit: Riestrümmer Status: geschützt (Naturdenkmal Finsterbuck)                                                                             |
| 2735                 | Bohnerzgrube beim Finsterbuck im Gewann Glöckle NNW von Oberriffingen                       | Aufschluss           | Bopfingen Gemarkung Unterriffingen         | 48° 50′ 2,9″ N, 10° 18′ 2,8″ O   |      | Geologische Einheit: ? Status: geschützt (Naturdenkmal Weiher beim Finsterbuck)                                                                           |
| 2736                 | Wöllerstein SSE von Unterriffingen                                                          | Landschaftselement   | Bopfingen Gemarkung Unterriffingen         | 48° 49′ 16,4″ N, 10° 19′ 18,1″ O |      | Geologische Einheit: Riestrümmer Status: geschützt (Naturdenkmal Wöllerstein)                                                                             |
| 2737                 | Doline im Eichburren NW von Tauchenweiler                                                   | Doline               | Essingen                                   | 48° 46′ 43,6″ N, 10° 1′ 50,2″ O  |      | Geologische Einheit: Obere Felsenkalk-Formation Status: geschützt (Naturdenkmal Doline im Eichburren)                                                     |
| 2738                 | Dolinen bei Tauchenweiler                                                                   | Dolinen              | Essingen                                   | 48° 46′ 35,3″ N, 10° 2′ 19,9″ O  |      | Geologische Einheit: Oberjura Status: geschützt (Naturdenkmal Hülbe und Doline bei Tauchenweiler)                                                         |
| 2739                 | Hülben im Schlag Steinboß ca. 1500 m ESE von Tauchenweiler                                  | Landschaftselement   | Essingen                                   | 48° 46′ 21,7″ N, 10° 3′ 28,2″ O  |      | Geologische Einheit: Massenkalk-Formation Status: geschützt (Naturdenkmal Hülben im Schlag Steinboß)                                                      |
| 2740                 | Grosses Wollenloch SW von Oberkochen                                                        | Höhle                | Essingen                                   | 48° 45′ 38,2″ N, 10° 4′ 45,1″ O  |      | Geologische Einheit: ? Status: geschützt (Naturdenkmal Großes Wollenloch)                                                                                 |
| 2741                 | Hexenloch S von Irmannsweiler, SO vom Amalienhof                                            | Landschaftselement   | Essingen                                   | 48° 44′ 23,2″ N, 10° 1′ 1,3″ O   |      | Geologische Einheit: Massenkalk-Formation Status: geschützt (Naturdenkmal Hexenloch)                                                                      |
| 2742                 | Weiherwiesen ca. 1500 m W von Tauchenweiler                                                 | Landschaftselement   | Essingen                                   | 48° 46′ 34,3″ N, 10° 1′ 9,8″ O   |      | Geologische Einheit: Feuersteinlehm Status: mit geschützt (NSG Weiherwiesen)                                                                              |
| 2743                 | Rems-Ursprung ca. 1600 m NE von Lauterburg                                                  | Quelle               | Essingen                                   | 48° 47′ 32,7″ N, 9° 59′ 41,6″ O  |      | Geologische Einheit: Grenzbereich Impressamergel-Formation / Wohlgeschichtete Kalk-Formation Status: geschützt (Naturdenkmal Remsursprung)                |
| 2744                 | Hexenfelsen und Schuhmächerle N von Lauterburg, S von Lautern                               | Felsformation        | Essingen Gemarkung Lauterburg              | 48° 47′ 17,8″ N, 9° 58′ 26,6″ O  |      | Geologische Einheit: Massenkalk-Formation Status: geschützt (Naturdenkmal Hexenfelsen u. Schuhmächerle)                                                   |
| 2745                 | Aufg. Steinbruch im Schaffeld SE von Lauterburg                                             | Aufschluss           | Essingen Gemarkung Lauterburg              | 48° 46′ 36,9″ N, 9° 59′ 7,4″ O   |      | Geologische Einheit: Untere Felsenkalk-Formation Status: geschützt (Naturdenkmal Ehemaliger Steinbruch im Schaffeld)                                      |
| 2746                 | Hirschhülbe (Doline) am Bärenberg NNW von Bartholomä                                        | Doline               | Essingen Gemarkung Lauterburg              | 48° 45′ 50,2″ N, 9° 58′ 46,4″ O  |      | Geologische Einheit: ? Status: geschützt (Naturdenkmal Hirschhülbe auf dem Bärenberg)                                                                     |
| 2747                 | Höhle Teufelskanzel NW von Frickenhofen                                                     | Höhle                | Gschwend Gemarkung Frickenhofen            | 48° 56′ 26,7″ N, 9° 47′ 21,6″ O  |      | Geologische Einheit: Stubensandstein Status: geschützt (Naturdenkmal Teufelskanzel)                                                                       |
| 2748                 | Steinbruch am Dietenberg NW Gschwend, SW von Honkling                                       | Aufschluss           | Gschwend                                   | 48° 57′ 17,8″ N, 9° 43′ 26,9″ O  |      | Geologische Einheit: Stubensandstein Status: geschützt (Naturdenkmal Steinbruch am Dietenberg)                                                            |
| 2749                 | Hangböschung und Höhle Teufelsküche S von Gschwend                                          | Höhle                | Gschwend                                   | 48° 55′ 19,9″ N, 9° 44′ 26,1″ O  |      | Geologische Einheit: Stubensandstein Status: geschützt (Naturdenkmal Teufelsküche)                                                                        |
| 2750                 | Kleine Scheuer im Rosenstein-Westfelsen E von Heubach                                       | Höhle                | Heubach                                    | 48° 47′ 19,3″ N, 9° 56′ 39,6″ O  |      | Geologische Einheit: Grenzbereich Untere Felsenkalk-Formation / Obere Felsenkalk-Formation Status: geschützt (Naturdenkmal Rosenstein-Westfelsen)         |
| 2751                 | Scheuelberg-Ostfelsen E von Bargau, SW von Heubach                                          | Felsformation        | Heubach                                    | 48° 46′ 59,9″ N, 9° 55′ 22,5″ O  |      | Geologische Einheit: Untere Felsenkalk-Formation Status: geschützt (Naturdenkmal Scheuelberg - Ostfelsen)                                                 |
| 2752                 | Scheuelberg-Felsenreihe (Südostfelsen) mit Höhlen SW von Heubach                            | Felsformation Höhlen | Heubach                                    | 48° 46′ 47,1″ N, 9° 55′ 2,7″ O   |      | Geologische Einheit: Untere Felsenkalk-Formation Status: geschützt (Naturdenkmal Scheuelberg - Felsenreihe mit Höhlen)                                    |
| 2753                 | Clemenshöhle S vom Bhf. Heubach                                                             | Höhle                | Heubach                                    | 48° 46′ 32,5″ N, 9° 56′ 28,2″ O  |      | Geologische Einheit: Grenzbereich Wohlgeschichtete Kalk-Formation / Lacunosamergel-Formation Status: geschützt (Naturdenkmal Clemenshöhle)                |
| 2754                 | Teufelsklinge mit Karstquelle S von Heubach                                                 | Felsformation Quelle | Heubach                                    | 48° 46′ 9″ N, 9° 56′ 29,7″ O     |      | Geologische Einheit: Wohlgeschichtete Kalk-Formation Status: geschützt (Naturdenkmal Teufelsklinge mit Karstquelle)                                       |
| 2755                 | Quelle Griesbrunnen im Waldgebiet Betzenhau S von Heubach                                   | Quelle               | Heubach                                    | 48° 45′ 57,9″ N, 9° 56′ 16,7″ O  |      | Geologische Einheit: Grenzbereich Wohlgeschichtete Kalk-Formation / Lacunosamergel-Formation Status: geschützt (Naturdenkmal Griesbrunnen)                |
| 2756                 | Doline bei der Saatschule im Waldgebiet Schorren NW von Bartholomä                          | Doline               | Heubach                                    | 48° 45′ 52,5″ N, 9° 57′ 21,3″ O  |      | Geologische Einheit: Lacunosamergel-Formation Status: geschützt (Naturdenkmal Doline bei der Saatschule)                                                  |
| 2757                 | Erdfall im Schorren im Heiligenwald W von Bartholomä                                        | Doline               | Heubach                                    | 48° 45′ 31,7″ N, 9° 56′ 55,9″ O  |      | Geologische Einheit: Untere Felsenkalk-Formation Status: geschützt (Naturdenkmal Erdfall im Schorren)                                                     |
| 2758                 | Karsthöhle Haus ca. 850 m W oberh. von Lautern                                              | Höhle                | Heubach                                    | 48° 47′ 49,5″ N, 9° 57′ 45,5″ O  |      | Geologische Einheit: Untere Felsenkalk-Formation Status: mit geschützt (NSG Rosenstein)                                                                   |
| 2759                 | Große Scheuer ca. 800 m W oberhalb von Lautern                                              | Höhle                | Heubach Gemarkung Lautern                  | 48° 47′ 48,8″ N, 9° 57′ 48″ O    |      | Geologische Einheit: Untere Felsenkalk-Formation Status: mit geschützt (NSG Rosenstein)                                                                   |
| 2760                 | Rosenstein-Ostfelsen E von Heubach, W oberhalb von Lautern                                  | Felsformation        | Heubach Gemarkung Lautern                  | 48° 47′ 47,1″ N, 9° 58′ 3,9″ O   |      | Geologische Einheit: Massenkalk-Formation Status: mit geschützt (NSG Rosenstein)                                                                          |
| 2761                 | Finsterloch am südöstl. Rosenstein oberhalb von Lautern                                     | Höhle                | Heubach Gemarkung Lautern                  | 48° 47′ 35,9″ N, 9° 57′ 51,2″ O  |      | Geologische Einheit: Untere Felsenkalk-Formation Status: mit geschützt (NSG Rosenstein)                                                                   |
| 2762                 | Quellen am Rechenberger Mühlweier, NE von Rechenberg                                        | Quellen              | Jagstzell                                  | 49° 2′ 54,1″ N, 10° 8′ 45,7″ O   |      | Geologische Einheit: Bunte Mergel Status: geschützt (Naturdenkmal Quellen am Rechenberger Mühlweiher)                                                     |
| 2763                 | Aufg. Steinbruch E von Lauchheim                                                            | Aufschluss           | Lauchheim                                  | 48° 52′ 14,7″ N, 10° 15′ 30,1″ O |      | Geologische Einheit: Wohlgeschichtete Kalk-Formation Status: geschützt (Naturdenkmal Alter Steinbruch u. Trockenrasen auf dem Stettberg)                  |
| 2764                 | Aufg. Kiesgrube im Remstal bei Lorch                                                        | Aufschluss           | Lorch                                      | 48° 47′ 45,7″ N, 9° 39′ 57,3″ O  |      | Geologische Einheit: ? Status: mit geschützt (NSG Lorcher Baggerseen)                                                                                     |
| 2765                 | Schillergrotte SW von Alfdorf                                                               | Höhlennische         | Lorch                                      | 48° 49′ 30,7″ N, 9° 42′ 18,4″ O  |      | Geologische Einheit: Stubensandstein Status: geschützt (Naturdenkmal Schillergrotte u. Höhlenwasserfall)                                                  |
| 2766                 | Schelmenklinge und Erosionshöhle NNE vom Venusberg in Lorch                                 | Landschaftselement   | Lorch                                      | 48° 48′ 53,3″ N, 9° 42′ 8,1″ O   |      | Geologische Einheit: Stubensandstein Status: geschützt (Naturdenkmal Schelmenklinge)                                                                      |
| 2767                 | Eberhardt-Ludwig-Stein und Eberhardsklinge SE vom Bhf. Lorch                                | Landschaftselement   | Lorch                                      | 48° 47′ 21,4″ N, 9° 42′ 45″ O    |      | Geologische Einheit: Stubensandstein Status: geschützt (Naturdenkmal Eberhardt-Ludwig-Stein)                                                              |
| 2768                 | Frohnholzschacht im Barrain W von Hohenlohe                                                 | Schachthöhle         | Neresheim Gemarkung Dorfmerkingen          | 48° 49′ 2,8″ N, 10° 16′ 26,6″ O  |      | Geologische Einheit: Obere Felsenkalk-Formation Status: geschützt (Naturdenkmal Frohnholzschacht im Barrein)                                              |
| 2769                 | Erzgrube mit Tümpel im Waldgebiet Mahd S von Unterriffingen                                 | Aufschluss           | Neresheim Gemarkung Dorfmerkingen          | 48° 48′ 15″ N, 10° 19′ 11,5″ O   |      | Geologische Einheit: Ehem. Bohnerzabbau Status: geschützt (Naturdenkmal Erzgrube mit Tümpel im Dickenbauernfeld)                                          |
| 2770                 | Langer Stein, Dorfmerkingen                                                                 | Felsformation        | Neresheim Gemarkung Dorfmerkingen          | 48° 47′ 46,3″ N, 10° 18′ 27,7″ O |      | Geologische Einheit: Massenkalk-Formation Status: geschützt (Naturdenkmal Langer Stein samt Felsen darüber)                                               |
| 2771                 | Hohler Stein im Krattental (Krätzental) N von Grosskuchen                                   | Felsformation        | Neresheim Gemarkung Elchingen              | 48° 46′ 34,4″ N, 10° 13′ 37,8″ O |      | Geologische Einheit: Massenkalk-Formation Status: geschützt (Naturdenkmal Hohler Stein im Krätzental)                                                     |
| 2772                 | Dossinger Tal W und SW von Dorfmerkingen                                                    | Landschaftselement   | Neresheim Gemarkung Dorfmerkingen          | 48° 47′ 19,9″ N, 10° 17′ 50,2″ O |      | Geologische Einheit: Oberjura Status: mit geschützt (NSG Dossinger Tal)                                                                                   |
| 2773                 | Fuchsstadel im Dossinger Tal ca. 1200 m SW von Dorfmerkingen                                | Höhlen               | Neresheim Gemarkung Dorfmerkingen          | 48° 47′ 23,5″ N, 10° 17′ 46,9″ O |      | Geologische Einheit: Oberjura Status: mit geschützt (NSG Dossinger Tal)                                                                                   |
| 2774                 | Aufg. Steinbruch Erzbuck an der Straße S von Schweindorf                                    | Aufschluss           | Neresheim Gemarkung Kösingen               | 48° 46′ 21″ N, 10° 24′ 42,6″ O   |      | Geologische Einheit: Riestrümmer Status: geschützt (Naturdenkmal Erzbuck)                                                                                 |
| 2775                 | Hohler Stein WNW von Hohlenstein                                                            | Felsformation        | Neresheim Gemarkung Kösingen               | 48° 45′ 58,9″ N, 10° 22′ 31,2″ O |      | Geologische Einheit: Massenkalk-Formation Status: geschützt (Naturdenkmal Hohler Stein bei Hohlenstein)                                                   |
| 2776                 | Napoleonfelsen NE Neresheim NE vom Schloss Neresheim                                        | Felsformation        | Neresheim                                  | 48° 45′ 39,9″ N, 10° 21′ 2,1″ O  |      | Geologische Einheit: Massenkalk-Formation Status: geschützt (Naturdenkmal Napoleonfelsen)                                                                 |
| 2777                 | Egau-Ursprung am S-Rand von Neresheim                                                       | Quelle               | Neresheim                                  | 48° 45′ 10,3″ N, 10° 19′ 51,7″ O |      | Geologische Einheit: Massenkalk-Formation Status: geschützt (Naturdenkmal Egauquelle)                                                                     |
| 2778                 | Ehemaliger Steinbruch W der Römerstrasse                                                    | Aufschluss           | Neresheim Gemarkung Kösingen               | 48° 44′ 52,8″ N, 10° 23′ 7,1″ O  |      | Geologische Einheit: Riestrümmer Status: geschützt (Naturdenkmal Ehem. Steinbruch westl. der Römerstraße)                                                 |
| 2779                 | Kanzelfels am westl. Volkmarsberg NW von Oberkochen                                         | Felsformation        | Oberkochen                                 | 48° 47′ 30,5″ N, 10° 4′ 54,9″ O  |      | Geologische Einheit: Obere Felsenkalk-Formation Status: geschützt (Naturdenkmal Kanzelfels)                                                               |
| 2780                 | Feuerknochenschacht W von Oberkochen                                                        | Schachthöhle         | Oberkochen                                 | 48° 46′ 57,6″ N, 10° 4′ 43,4″ O  |      | Geologische Einheit: Obere Felsenkalk-Formation Status: geschützt (Naturdenkmal Feuerknochenschacht)                                                      |
| 2781                 | Brunnenhöhle bei der Brunnenhalde W von Oberkochen                                          | Höhle                | Oberkochen                                 | 48° 46′ 46,5″ N, 10° 5′ 29,2″ O  |      | Geologische Einheit: Untere Felsenkalk-Formation Status: geschützt (Naturdenkmal Brunnenhöhle)                                                            |
| 2782                 | Kahlenbühlhöhle im nördl. Teil des Kahlenbühl E von Oberkochen                              | Schachthöhle         | Oberkochen                                 | 48° 47′ 2,5″ N, 10° 8′ 28,9″ O   |      | Geologische Einheit: Obere Felsenkalk-Formation Status: geschützt (Naturdenkmal Kahlenbühlhöhle)                                                          |
| 2783                 | Doline ca. 2500 m W von Oberkochen                                                          | Doline               | Oberkochen                                 | 48° 46′ 42,3″ N, 10° 4′ 11,7″ O  |      | Geologische Einheit: Obere Felsenkalk-Formation Status: geschützt                                                                                         |
| 2784                 | Borzelloch SW Oberkochen                                                                    | Schachthöhle         | Oberkochen                                 | 48° 46′ 13,2″ N, 10° 4′ 14,5″ O  |      | Geologische Einheit: Grenzbereich Untere Felsenkalk-Formation / Obere Felsenkalk-Formation Status: geschützt (Naturdenkmal Borzelloch)                    |
| 2785                 | Borzelgrube an der Borzelhalde SW von Oberkochen                                            | Doline               | Oberkochen                                 | 48° 46′ 0″ N, 10° 4′ 33,4″ O     |      | Geologische Einheit: Obere Felsenkalk-Formation Status: geschützt (Naturdenkmal Borzelgrube)                                                              |
| 2786                 | Ursprung des Schwarzen Kochers S von Oberkochen                                             | Quelle               | Oberkochen                                 | 48° 46′ 18,8″ N, 10° 5′ 43,8″ O  |      | Geologische Einheit: Wohlgeschichtete Kalk-Formation Status: geschützt (Naturdenkmal Ursprung des Schwarzen Kochers)                                      |
| 2787                 | Griebigensteinhöhle SSE von Oberkochen                                                      | Höhle                | Oberkochen                                 | 48° 46′ 31,3″ N, 10° 6′ 32,6″ O  |      | Geologische Einheit: Obere Felsenkalk-Formation Status: geschützt (Naturdenkmal Griebigensteinhöhle)                                                      |
| 2788                 | Kleines Wollenloch SW von Oberkochen                                                        | Schachthöhle         | Oberkochen                                 | 48° 45′ 42″ N, 10° 5′ 3,8″ O     |      | Geologische Einheit: Obere Felsenkalk-Formation Status: geschützt (Naturdenkmal Kleines Wollenloch)                                                       |
| 2789                 | Rotstein-Felsen E von Oberkochen                                                            | Felsformation        | Oberkochen                                 | 48° 46′ 47,9″ N, 10° 6′ 50,6″ O  |      | Geologische Einheit: Massenkalk-Formation Status: geschützt (Naturdenkmal Rotstein-Felsen)                                                                |
| 2790                 | Hangböschung am westl. Goldberg im Ries NW von Riesbürg                                     | Landschaftselement   | Riesbürg Gemarkung Goldburghausen          | 48° 51′ 33,2″ N, 10° 24′ 58,7″ O |      | Geologische Einheit: Riestrümmer Status: mit geschützt (NSG Goldberg)                                                                                     |
| 2791                 | Aufg. Steinbruch am Goldberg am Aufstieg zum Plateau                                        | Aufschluss           | Riesbürg Gemarkung Goldburghausen          | 48° 51′ 33,6″ N, 10° 25′ 19,8″ O |      | Geologische Einheit: Riestrümmer Status: mit geschützt (NSG Goldberg)                                                                                     |
| 2792                 | Aufg. Suevit-Steinbruch Altenbürg S von Utzmemmingen                                        | Aufschluss           | Riesbürg Gemarkung Utzmemmingen            | 48° 48′ 50″ N, 10° 25′ 51,5″ O   |      | Geologische Einheit: Suevit Status: geschützt (Naturdenkmal Suevit-Steinbruch Altenbürg)                                                                  |
| 2793                 | Höllbrunnen im Großen Holz SW von Grünberg, NE von Hummelsweiler                            | Quelle               | Jagstzell                                  | 49° 2′ 13,9″ N, 10° 2′ 40,4″ O   |      | Geologische Einheit: Bunte Mergel Status: geschützt (Naturdenkmal Höllbrunnen im Großen Holz)                                                             |
| 2794                 | Götzenloch SW von Eschach                                                                   | Höhle                | Ruppertshofen                              | 48° 53′ 0,3″ N, 9° 50′ 54,3″ O   |      | Geologische Einheit: Stubensandstein Status: geschützt (Naturdenkmal Götzenloch)                                                                          |
| 2795                 | Scheuelberg-Westfelsen SSE von Bargau                                                       | Felsformation        | Schwäbisch Gmünd Gemarkung Bargau          | 48° 46′ 43,2″ N, 9° 54′ 14,6″ O  |      | Geologische Einheit: Untere Felsenkalk-Formation Status: mit geschützt (NSG Scheuelberg)                                                                  |
| 2796                 | Aufg. Steinbruch SE von Bargau                                                              | Aufschluss           | Schwäbisch Gmünd Gemarkung Bargau          | 48° 46′ 40,4″ N, 9° 54′ 7,2″ O   |      | Geologische Einheit: Wohlgeschichtete Kalk-Formation Status: mit geschützt (NSG Scheuelberg)                                                              |
| 2797                 | Doline auf dem Bargauer Horn ca. 1100 m NNW vom Äußeren Kitzinghof                          | Doline               | Schwäbisch Gmünd Gemarkung Bargau          | 48° 45′ 49,4″ N, 9° 54′ 23,5″ O  |      | Geologische Einheit: ? Status: mit geschützt (NSG Bargauer Horn)                                                                                          |
| 2798                 | Steinbühlbröller WNW von Degenfeld                                                          | Quelle               | Schwäbisch Gmünd Gemarkung Degenfeld       | 48° 43′ 55,4″ N, 9° 51′ 44,8″ O  |      | Geologische Einheit: Grenzbereich Lacunosamergel-Formation / Untere Felsenkalk-Formation Status: geschützt (Naturdenkmal Steinbrühlbröller bei Degenfeld) |
| 2799                 | Felsgruppe Küchenfelsen im Waldgebiet Zwerenberg SE der Ölmühle SSE von Weiler              | Felsformation        | Schwäbisch Gmünd Gemarkung Weiler          | 48° 45′ 0,6″ N, 9° 54′ 13,3″ O   |      | Geologische Einheit: Untere Felsenkalk-Formation Status: geschützt (Naturdenkmal Pflanzenstandort am Küchenfelsen)                                        |
| 2800                 | Aufg. Schottergrube am Limberg SE von Unterwilfingen                                        | Aufschluss           | Unterschneidheim Gemarkung Unterwilflingen | 48° 54′ 55,2″ N, 10° 26′ 46,1″ O |      | Geologische Einheit: Riestrümmer Status: geschützt (Naturdenkmal Steinbruch Halde)                                                                        |
| 2801                 | Straßenböschung auf der Zipplinger Höhe, N von Zipplingen                                   | Aufschluss           | Unterschneidheim Gemarkung Zipplingen      | 48° 55′ 35″ N, 10° 24′ 33,6″ O   |      | Geologische Einheit: Riestrümmer Status: geschützt (Naturdenkmal Aufschluss des Suevits auf der Zipplinger Höhe)                                          |
| 2802                 | Sandgrube im Drittelholz                                                                    | Aufschluss           | Jagstzell                                  | 49° 2′ 2,1″ N, 10° 3′ 34,3″ O    |      | Geologische Einheit: ? Status: geschützt (Naturdenkmal Sandgrube im Drittelholz)                                                                          |
| 2803                 | Burgstall bei Buch                                                                          | Landschaftselement   | Rainau Gemarkung Buch                      | 48° 54′ 18″ N, 10° 8′ 24″ O      |      | Geologische Einheit: ? Status: geschützt (Naturdenkmal Burgstall bei Buch)                                                                                |
| 2804                 | Steinbruch beim Möhnhof                                                                     | Aufschluss           | Bartholomä                                 | 48° 45′ 4,5″ N, 9° 58′ 5,6″ O    |      | Geologische Einheit: ? Status: geschützt (Naturdenkmal Steinbruch beim Möhnhof)                                                                           |
| 2805                 | Aufg. Steinbruch N vom Hollenhof                                                            | Aufschluss           | Lorch                                      | 48° 48′ 19,1″ N, 9° 41′ 45,5″ O  |      | Geologische Einheit: ? Status: geschützt (Naturdenkmal Ehemaliger Steinbruch nördl.Hollenhof)                                                             |
| 2806                 | Schwarzweiler Schacht                                                                       | Schachthöhle         | Essingen                                   | 48° 46′ 25,9″ N, 10° 3′ 32,1″ O  |      | Geologische Einheit: ? Status: geschützt (Naturdenkmal Schwarzweiler Schacht)                                                                             |
| 2807                 | Doline NW des Weiherplatzes                                                                 | Doline               | Essingen                                   | 48° 46′ 55,1″ N, 10° 1′ 6,5″ O   |      | Geologische Einheit: ? Status: geschützt (Naturdenkmal Doline nordwestl.des Weiherplatzes)                                                                |
| 2808                 | Ehem. Sandgrube bei Wöllstein                                                               | Aufschluss           | Abtsgmünd Gemarkung Wöllstein              | 48° 54′ 6,4″ N, 9° 57′ 49,8″ O   |      | Geologische Einheit: ? Status: geschützt (Naturdenkmal Ehem. Sandgrube bei Wöllstein)                                                                     |
| 2809                 | Karstquelle am Pfaffenberg                                                                  | Quelle               | Heubach Gemarkung Lautern                  | 48° 47′ 30,1″ N, 9° 58′ 40,1″ O  |      | Geologische Einheit: ? Status: geschützt (Naturdenkmal Karstquelle am Pfaffenberg)                                                                        |
| 2810                 | Aufg. Sandgrube östl. von Herrenfeld                                                        | Aufschluss           | Obergröningen Gemarkung Algishof           | 48° 54′ 52,8″ N, 9° 54′ 6,5″ O   |      | Geologische Einheit: ? Status: geschützt (Naturdenkmal Ehemalige Sandgrube östlich Herrenfeld)                                                            |
| 2811                 | Tuffquelle bei Obergröningen                                                                | Quelle               | Obergröningen                              | 48° 53′ 39,7″ N, 9° 55′ 2,3″ O   |      | Geologische Einheit: ? Status: geschützt (Naturdenkmal Tuffquelle bei Obergröningen)                                                                      |
| 2812                 | Hohler Stein im Burgwald                                                                    | Höhle                | Spraitbach Gemarkung Hertighofen           | 48° 52′ 31,6″ N, 9° 47′ 40,6″ O  |      | Geologische Einheit: ? Status: geschützt (Naturdenkmal Hohler Stein im Burgwald)                                                                          |
| 2813                 | Hohler Stein im Schilpenbühl                                                                | Höhle                | Spraitbach Gemarkung Hertighofen           | 48° 52′ 48,5″ N, 9° 47′ 31,5″ O  |      | Geologische Einheit: ? Status: geschützt (Naturdenkmal Hohler Stein im Schilpenbühl)                                                                      |
| 2814                 | Grieshügel im Gewann "Hintere Süße"                                                         | Landschaftselement   | Bopfingen Gemarkung Trochtelfingen         | 48° 49′ 41,8″ N, 10° 22′ 30,3″ O |      | Geologische Einheit: ? Status: geschützt (Naturdenkmal Grieshügel im Gewann Hintere Süße)                                                                 |
| 2815                 | Bohnerzgrube Nonnenbühl                                                                     | Aufschluss           | Bopfingen Gemarkung Trochtelfingen         | 48° 50′ 7,1″ N, 10° 17′ 19″ O    |      | Geologische Einheit: Ehem. Bohnerzabbau Status: geschützt (Naturdenkmal Bohnerzgrube Nonnenbühl)                                                          |
| 2816                 | Bohnerzgrube Hohe Brach                                                                     | Aufschluss           | Bopfingen Gemarkung Aufhausen              | 48° 50′ 14,9″ N, 10° 18′ 31,3″ O |      | Geologische Einheit: Ehem. Bohnerzabbau Status: geschützt (Naturdenkmal Bohnerzgrube Hohe Brach)                                                          |
| 2817                 | Versickerungsstelle östlich der Birkenhülbe                                                 | Landschaftselement   | Bartholomä Gemarkung Möhnhof               | 48° 44′ 45,4″ N, 9° 56′ 35,5″ O  |      | Geologische Einheit: ? Status: geschützt (Naturdenkmal Versickerungsstelle östl.der Birkenhülbe)                                                          |
| 2818                 | Aufg. Sandgrube im Gewann Brausenried                                                       | Aufschluss           | Aalen                                      | 48° 52′ 30,5″ N, 10° 5′ 37,2″ O  |      | Geologische Einheit: ? Status: geschützt (Naturdenkmal Ehem. Sandgrube im Gewann Brausenried)                                                             |
| 2819                 | Sandgrube im östl. Bürgle                                                                   | Aufschluss           | Aalen                                      | 48° 52′ 20,1″ N, 10° 5′ 24,5″ O  |      | Geologische Einheit: ? Status: geschützt (Naturdenkmal Sandgrube im östlichen Bürgle)                                                                     |
| 2820                 | Härtsfeldbahntunnel                                                                         | Landschaftselement   | Aalen                                      | 48° 49′ 13,6″ N, 10° 9′ 30,5″ O  |      | Geologische Einheit: Status: geschützt (Naturdenkmal Härtsfeldbahntunnel)                                                                                 |
| 2821                 | Böschung in Hammerstadt                                                                     | Aufschluss           | Aalen                                      | 48° 51′ 22,3″ N, 10° 3′ 6,1″ O   |      | Geologische Einheit: Jurensismergel-Formation |
| 2822                 | Aufg. Steinbruch an der Straße zum Aalbäumle auf dem Langert S von Aalen                    | Aufschluss           | Aalen                                      | 48° 49′ 13,6″ N, 10° 5′ 40,2″ O  |      | Geologische Einheit: Wohlgeschichtete Kalk-Formation |
| 2823                 | Aufg. Steinbruch an der Osterbucher Steige SW von Aalen                                     | Aufschluss           | Aalen                                      | 48° 49′ 2,6″ N, 10° 4′ 33,3″ O   |      | Geologische Einheit: Wohlgeschichtete Kalk-Formation |
| 2824                 | Böschung NW von Reichenbach                                                                 | Aufschluss           | Aalen Gemarkung Dewangen                   | 48° 51′ 33,1″ N, 9° 59′ 13,2″ O  |      | Geologische Einheit: Grenze Knollenmergel Psilonotenton-Formation                                                                                         |
| 2825                 | Bachriss (Straßen- und Bacheinschnitt) W vom Riegelhof                                      | Aufschluss           | Aalen Gemarkung Dewangen                   | 48° 51′ 10,5″ N, 10° 0′ 19″ O    |      | Geologische Einheit: Posidonienschiefer-Formation |
| 2826                 | Prallhang des Laubachs ca. 1000 m SE von Laubach                                            | Landschaftselement   | Aalen Gemarkung Dewangen                   | 48° 51′ 40,4″ N, 9° 58′ 51,3″ O  |      | Geologische Einheit: Stubensandstein |
| 2827                 | Westlicher Ortseingang von Reichenbach                                                      | Aufschluss           | Aalen Gemarkung Dewangen                   | 48° 51′ 21,4″ N, 9° 59′ 25,3″ O  |      | Geologische Einheit: Angulatensandstein-Formation Arietenkalk-Formation                                                                                   |
| 2828                 | Östlicher Ortseingang von Reichenbach                                                       | Aufschluss           | Aalen Gemarkung Dewangen                   | 48° 51′ 16,1″ N, 9° 59′ 37,4″ O  |      | Geologische Einheit: Obtususton-Formation Numismalismergel-Formation                                                                                      |
| 2829                 | Riegelbach ca. 550 m W des Riegelhofs                                                       | Aufschluss           | Aalen Gemarkung Dewangen                   | 48° 51′ 10,7″ N, 9° 59′ 57,4″ O  |      | Geologische Einheit: Posidonienschiefer-Formation |
| 2830                 | Wald bei Oberkochen                                                                         | Landschaftselement   | Aalen Gemarkung Ebnat                      | 48° 46′ 43″ N, 10° 9′ 46,3″ O    |      | Geologische Einheit: Feuerstein-Ockerlehm |
| 2831                 | Ebnater Karstwanne ca. 1000 m SW von Niesitz                                                | Landschaftselement   | Aalen Gemarkung Ebnat                      | 48° 46′ 51,4″ N, 10° 10′ 50,2″ O |      | Geologische Einheit: ? |
| 2832                 | Klinge mit aufg. Steinbruch S der Ruine Hohenalfingen, E von Oberalfingen                   | Aufschluss           | Aalen Gemarkung Hofen                      | 48° 52′ 44,7″ N, 10° 8′ 26,8″ O  |      | Geologische Einheit: Mitteljura |
| 2833                 | Aufg. Steinbruch im Waldgebiet Steine SE von Oberalfingen                                   | Aufschluss           | Aalen Gemarkung Hofen                      | 48° 52′ 24,4″ N, 10° 8′ 56,8″ O  |      | Geologische Einheit: Wohlgeschichtete Kalk-Formation |
| 2834                 | Felsböschung an der K 3311 Wasseralfingen-Hüttlingen im Kochertal                           | Aufschluss           | Aalen Gemarkung Hofen                      | 48° 52′ 37,5″ N, 10° 5′ 52,1″ O  |      | Geologische Einheit: Angulatensandstein-Formation Arietenkalk-Formation                                                                                   |
| 2835                 | Aufg. Steinbruch am Fürsitz bei Attenhofen NE von Wasseralfingen                            | Aufschluss           | Aalen Gemarkung Hofen                      | 48° 52′ 8″ N, 10° 8′ 3,9″ O      |      | Geologische Einheit: Wohlgeschichtete Kalk-Formation |
| 2836                 | Aufg. Steinbruch am Braunenberg bei Aalen-Röthardt ca. 300 m NE des Naturfreundehauses      | Aufschluss           | Aalen Gemarkung Hofen                      | 48° 51′ 39,4″ N, 10° 7′ 47,6″ O  |      | Geologische Einheit: Wohlgeschichtete Kalk-Formation Lacunosamergel-Formation                                                                             |
| 2837                 | Waldgebiet Heidelbeerhau bei Aalen                                                          | Landschaftselement   | Aalen Gemarkung Hofen                      | 48° 51′ 36,6″ N, 10° 8′ 37,5″ O  |      | Geologische Einheit: Feuerstein-Rotlehm |
| 2838                 | Aufg. Steinbruch bei der Pulvermühle E von Unterkochen                                      | Aufschluss           | Aalen Gemarkung Unterkochen                | 48° 49′ 9,7″ N, 10° 8′ 31,7″ O   |      | Geologische Einheit: Untere Felsenkalk-Formation |
| 2839                 | Steintor im hinteren Häselbachtal im oberen Wallenteich E von Unterkochen                   | Landschaftselement   | Aalen Gemarkung Unterkochen                | 48° 49′ 0,5″ N, 10° 9′ 47,5″ O   |      | Geologische Einheit: Untere Felsenkalk-Formation |
| 2840                 | Aufg. Steinbruch an der Ebnater Steige SE von Unterkochen                                   | Aufschluss           | Aalen Gemarkung Unterkochen                | 48° 48′ 23,3″ N, 10° 8′ 45,4″ O  |      | Geologische Einheit: Untere Felsenkalk-Formation |
| 2841                 | Aufg. Steinbruch an der Straße Himmlingen-Brastelburg                                       | Aufschluss           | Aalen Gemarkung Unterkochen                | 48° 50′ 5,3″ N, 10° 8′ 43,8″ O   |      | Geologische Einheit: Untere Felsenkalk-Formation |
| 2842                 | Bollenloch am Heulenberg ca. 1300 m NE von Unterkochen                                      | Höhle                | Aalen Gemarkung Unterkochen                | 48° 49′ 33,3″ N, 10° 8′ 20,3″ O  |      | Geologische Einheit: Obere Felsenkalk-Formation |
| 2843                 | Quelle des Weißen Kocher E von Unterkochen                                                  | Quelle               | Aalen Gemarkung Unterkochen                | 48° 49′ 12,2″ N, 10° 9′ 19,8″ O  |      | Geologische Einheit: Untere Felsenkalk-Formation |
| 2844                 | Sandgrube ca. 700 m E von Onatsfeld                                                         | Aufschluss           | Aalen Gemarkung Wasseralfingen             | 48° 52′ 19,5″ N, 10° 5′ 5″ O     |      | Geologische Einheit: Goldshöfer Sande |
| 2845                 | Bachbett und Böschungen der Christklinge W von Christhäuser                                 | Landschaftselement   | Abtsgmünd Gemarkung Hohenstadt             | 48° 54′ 42″ N, 9° 56′ 24,6″ O    |      | Geologische Einheit: Bunte Mergel |
| 2846                 | Laubachtal zwischen Laubach und Riegelhof E von Reichenbach                                 | Landschaftselement   | Abtsgmünd Gemarkung Laubach                | 48° 51′ 39,9″ N, 9° 58′ 34,1″ O  |      | Geologische Einheit: Stubensandstein Posidonienschiefer-Formation                                                                                         |
| 2847                 | Kocher-Prallhang an der Straße Untergröningen-Waldmannshofen ca. 200 m W des Amselhöfles    | Landschaftselement   | Abtsgmünd Gemarkung Obergröningen          | 48° 54′ 58,2″ N, 9° 52′ 52,2″ O  |      | Geologische Einheit: Bunte Mergel |
| 2848                 | Aufg. Sandgrube 600 m NW von Hinterbüchelberg                                               | Aufschluss           | Abtsgmünd Gemarkung Pommertsweiler         | 48° 56′ 44″ N, 9° 56′ 25,9″ O    |      | Geologische Einheit: Goldshöfer Sande |
| 2849                 | Aufg. Sandgrube N der Straße Hinterbüchelberg-Zimmerberg ca. 1100 m NE von Hinterbüchelberg | Aufschluss           | Abtsgmünd Gemarkung Pommertsweiler         | 48° 56′ 52,5″ N, 9° 57′ 29,9″ O  |      | Geologische Einheit: Goldshöfer Sande |
| 2850                 | Aufg. Steinbruch Teufelskanzel ca. 250 m SE von Mittelholenbach                             | Aufschluss           | Abtsgmünd Gemarkung Pommertsweiler         | 48° 56′ 3,7″ N, 9° 55′ 22,7″ O   |      | Geologische Einheit: Stubensandstein |
| 2851                 | Büchelberger Grat N und NE vom Kocherhof                                                    | Landschaftselement   | Abtsgmünd Gemarkung Pommertsweiler         | 48° 55′ 54,5″ N, 9° 56′ 54,9″ O  |      | Geologische Einheit: ? |
| 2852                 | Sandgrube ca. 400 m SE von Lutstrut                                                         | Aufschluss           | Abtsgmünd Gemarkung Pommertsweiler         | 48° 55′ 42,8″ N, 9° 58′ 24,1″ O  |      | Geologische Einheit: Goldshöfer Sande |
| 2853                 | Aufg. Sandgrube ca. 300 m SW vom Wildenhäusle                                               | Aufschluss           | Abtsgmünd Gemarkung Pommertsweiler         | 48° 56′ 15,3″ N, 9° 58′ 9″ O     |      | Geologische Einheit: Goldshöfer Sande |
| 2854                 | Aufg. Steinbruch im Öchsenbachtal E von Waldmannshofen, SW von Untergröningen               | Aufschluss           | Abtsgmünd Gemarkung Untergröningen         | 48° 54′ 45,2″ N, 9° 52′ 12,2″ O  |      | Geologische Einheit: Stubensandstein |
| 2855                 | Steinbruch am westl. Fuß des Wirtsbergs S von Bartholomä                                    | Aufschluss           | Bartholomä                                 | 48° 44′ 45,2″ N, 9° 59′ 10,1″ O  |      | Geologische Einheit: Untere Felsenkalk-Formation |
| 2856                 | Doline Schlittenloch SW vom Amalienhof                                                      | Doline               | Bartholomä                                 | 48° 44′ 33,3″ N, 10° 0′ 20,9″ O  |      | Geologische Einheit: Oberjura |
| 2857                 | Zigeunerstein SW Aufhausen                                                                  | Felsformation        | Bopfingen Gemarkung Aufhausen              | 48° 51′ 5,4″ N, 10° 18′ 28,9″ O  |      | Geologische Einheit: Untere Felsenkalk-Formation |
| 2858                 | Doline im Gewann Lichte Eichen NW von Michelfeld                                            | Doline               | Bopfingen Gemarkung Aufhausen              | 48° 50′ 59,4″ N, 10° 16′ 47,2″ O |      | Geologische Einheit: Oberjura |
| 2859                 | Bahneinschnitt am Sachsenberg W von Aufhausen                                               | Aufschluss           | Bopfingen Gemarkung Aufhausen              | 48° 51′ 37,4″ N, 10° 18′ 4,2″ O  |      | Geologische Einheit: Lacunosamergel-Formation |
| 2860                 | Egerquelle ca. 1300 m W von Aufhausen                                                       | Quelle               | Bopfingen Gemarkung Aufhausen              | 48° 51′ 29,9″ N, 10° 18′ 11,4″ O |      | Geologische Einheit: Grenzbereich Lacunosamergel-Formation Untere Felsenkalk-Formation                                                                    |
| 2861                 | Bahneinschnitt an der Eisenhalde SW von Aufhausen                                           | Aufschluss           | Bopfingen Gemarkung Aufhausen              | 48° 51′ 18,5″ N, 10° 18′ 20,9″ O |      | Geologische Einheit: Untere Felsenkalk-Formation |
| 2862                 | Einschnitt der Eisenbahnlinie bei Aufhausen ca. 300 m S vom Bahnhof                         | Aufschluss           | Bopfingen Gemarkung Aufhausen              | 48° 51′ 16,5″ N, 10° 18′ 50,3″ O |      | Geologische Einheit: Untere Felsenkalk-Formation |
| 2863                 | Aufg. Steinbruch ca. 500 m S von Aufhausen zwischen Bahnhof und Schenkenburg                | Aufschluss           | Bopfingen Gemarkung Aufhausen              | 48° 51′ 24,4″ N, 10° 19′ 7,7″ O  |      | Geologische Einheit: Untere Felsenkalk-Formation |
| 2864                 | Aufg. Steinbruch S vom Schlossberg, Bopfingen                                               | Aufschluss           | Bopfingen Gemarkung Schlossberg            | 48° 50′ 51,2″ N, 10° 21′ 42,8″ O |      | Geologische Einheit: Riestrümmer |
| 2865                 | Aufg. Steinbruch im Waldgebiet Lohegert NE von Trochtelfingen                               | Aufschluss           | Bopfingen Gemarkung Trochtelfingen         | 48° 51′ 2,3″ N, 10° 24′ 41,7″ O  |      | Geologische Einheit: Suevit |
| 2866                 | Vogelbrunnen ca. 1000 m S von Unterriffingen                                                | Quelle               | Bopfingen Gemarkung Unterriffingen         | 48° 49′ 3,8″ N, 10° 19′ 12,8″ O  |      | Geologische Einheit: ? |
| 2867                 | Aufg. Sandgrube S von Dietrichsweiler                                                       | Aufschluss           | Ellwangen (Jagst) Gemarkung Rindelbach     | 48° 59′ 59,4″ N, 10° 6′ 24,4″ O  |      | Geologische Einheit: Goldshöfer Sande |
| 2868                 | Hornberg-Westspitze ca. 2500 m W von Ellenberg                                              | Landschaftselement   | Ellwangen (Jagst) Gemarkung Rindelbach     | 49° 0′ 48,1″ N, 10° 11′ 5,5″ O   |      | Geologische Einheit: Knollenmergel |
| 2869                 | Aufg. Steinbruch bei Erpfental zwischen Röhlingen und Pfahlheim                             | Aufschluss           | Ellwangen (Jagst) Gemarkung Röhlingen      | 48° 57′ 4,5″ N, 10° 14′ 2,1″ O   |      | Geologische Einheit: Arietenkalk-Formation |
| 2870                 | Aufg. Steinbruch E von Ellwangen                                                            | Aufschluss           | Ellwangen (Jagst) Gemarkung Röhlingen      | 48° 57′ 44,5″ N, 10° 9′ 32,6″ O  |      | Geologische Einheit: Stubensandstein |
| 2871                 | Aufg. Sandgrube (Steinbruch) NW von Waldmannshofen                                          | Aufschluss           | Eschach                                    | 48° 54′ 55,3″ N, 9° 51′ 28,2″ O  |      | Geologische Einheit: Stubensandstein |
| 2872                 | Tongrube NW vom Bhf. Essingen                                                               | Aufschluss           | Essingen                                   | 48° 49′ 17,6″ N, 10° 1′ 25,4″ O  |      | Geologische Einheit: Opalinuston-Formation |
| 2873                 | Aufg. Steinbruch SE von Essingen-Oberburg                                                   | Aufschluss           | Essingen                                   | 48° 48′ 21,2″ N, 10° 2′ 9,8″ O   |      | Geologische Einheit: Wohlgeschichtete Kalk-Formation |
| 2874                 | Aufg. Steinbruch am Teussenberg SE von Essingen                                             | Aufschluss           | Essingen                                   | 48° 48′ 11,6″ N, 10° 2′ 30,2″ O  |      | Geologische Einheit: Untere Felsenkalk-Formation |
| 2875                 | Felsenmeer im oberen Wental                                                                 | Landschaftselement   | Essingen                                   | 48° 44′ 5,1″ N, 10° 1′ 1,4″ O    |      | Geologische Einheit: Massenkalk-Formation Status: mit geschützt (NSG Wental mit Seitentälern und Feldinsel Klösterle)                                     |
| 2876                 | Straßenböschung und Steinbruch an der Steige S von Essingen                                 | Aufschluss           | Essingen                                   | 48° 48′ 0,5″ N, 10° 1′ 36,1″ O   |      | Geologische Einheit: Impressamergel-Formation Wohlgeschichtete Kalk-Formation                                                                             |
| 2877                 | Seebachklinge N vom Bergsee, NNE von Gschwend                                               | Landschaftselement   | Gschwend                                   | 48° 57′ 13,5″ N, 9° 45′ 16,9″ O  |      | Geologische Einheit: Bunte Mergel |
| 2878                 | Aufgelassene Sandgrube (Steinbruch) W von Gschwend                                          | Aufschluss           | Gschwend                                   | 48° 55′ 52″ N, 9° 43′ 33″ O      |      | Geologische Einheit: Stubensandstein |
| 2879                 | Sandgrube und Steinbruch SSE von Gschwend                                                   | Aufschluss           | Gschwend                                   | 48° 55′ 17,9″ N, 9° 45′ 19,1″ O  |      | Geologische Einheit: Stubensandstein |
| 2880                 | Sandburrenschacht am S-Hang des Rosenstein oberhalb von Heubach                             | Schachthöhle         | Gschwend                                   | 48° 47′ 24,3″ N, 9° 57′ 35,8″ O  |      | Geologische Einheit: Massenkalk-Formation |
| 2881                 | Steinbruch ca. 1600 m NW von Bartholomä an der Straße nach Heubach                          | Aufschluss           | Heubach                                    | 48° 45′ 54″ N, 9° 57′ 33,5″ O    |      | Geologische Einheit: Untere Felsenkalk-Formation |
| 2882                 | Steinbruch an der Straße Lautern-Lauterburg ca. 500 m SE von Lautern                        | Aufschluss           | Heubach Gemarkung Lautern                  | 48° 47′ 41,2″ N, 9° 58′ 47,6″ O  |      | Geologische Einheit: Wohlgeschichtete Kalk-Formation Lacunosamergel-Formation                                                                             |
| 2883                 | Sandgrube der Firma Fuchs bei Dietrichsweiler                                               | Aufschluss           | Jagstzell                                  | 49° 0′ 13,5″ N, 10° 6′ 3,1″ O    |      | Geologische Einheit: Goldshöfer Sande |
| 2884                 | Steinbruch am Adelberg SW von Dirgenheim                                                    | Aufschluss           | Kirchheim am Ries Gemarkung Dirgenheim     | 48° 53′ 17,3″ N, 10° 24′ 16,5″ O |      | Geologische Einheit: Impressamergel-Formation |
| 2885                 | Felsgruppe N von Trochtelfingen                                                             | Felsformation        | Kirchheim am Ries                          | 48° 51′ 31,1″ N, 10° 23′ 20,5″ O |      | Geologische Einheit: Riestrümmer |
| 2886                 | Aufg. Steinbruch auf dem St. Blasienberg W von Kirchheim am Ries                            | Aufschluss           | Kirchheim am Ries                          | 48° 52′ 32,3″ N, 10° 22′ 57,7″ O |      | Geologische Einheit: Lacunosamergel-Formation |
| 2887                 | Steinbruch Firma Schneider SW von Hülen bei Lauchheim                                       | Aufschluss           | Lauchheim Gemarkung Hülen                  | 48° 51′ 4,4″ N, 10° 13′ 37,5″ O  |      | Geologische Einheit: Untere Felsenkalk-Formation |
| 2888                 | Aufg. Steinbruch N der Banzenmühle                                                          | Aufschluss           | Lauchheim                                  | 48° 52′ 53,6″ N, 10° 13′ 58,8″ O |      | Geologische Einheit: Eisensandstein-Formation |
| 2889                 | Aufg. Steinbruch 500 m N von Hettelsberg                                                    | Aufschluss           | Lauchheim                                  | 48° 53′ 29,3″ N, 10° 14′ 20,8″ O |      | Geologische Einheit: Eisensandstein-Formation |
| 2890                 | Fuchsmühlequelle SE von Lauchheim                                                           | Quelle               | Lauchheim                                  | 48° 51′ 47,8″ N, 10° 15′ 10,1″ O |      | Geologische Einheit: Wohlgeschichtete Kalk-Formation |
| 2891                 | Steinmühlenhöhle 1 WSW von Steinmühle                                                       | Höhle                | Neresheim                                  | 48° 44′ 16,8″ N, 10° 20′ 54″ O   |      | Geologische Einheit: Oberjura |
| 2892                 | Baumgruppe mit Felsen ca. 500 m W von Dehlingen                                             | Felsformation        | Neresheim Gemarkung Ohmenheim              | 48° 48′ 28,5″ N, 10° 20′ 43,5″ O |      | Geologische Einheit: Riestrümmer |
| 2893                 | Steinbruch Firma Siegling im Gewann Ödenberg ca. 3000 m E von Dehlingen                     | Aufschluss           | Neresheim Gemarkung Ohmenheim              | 48° 48′ 19,8″ N, 10° 23′ 24,6″ O |      | Geologische Einheit: Massenkalk-Formation |
| 2894                 | Straßenböschung der B 19 N von Algishofen                                                   | Aufschluss           | Obergröningen                              | 48° 54′ 47,5″ N, 9° 54′ 44″ O    |      | Geologische Einheit: Bunte Mergel |
| 2895                 | Aufg. Steinbruch im Gewann Langes Tal ESE von Oberkochen                                    | Aufschluss           | Oberkochen                                 | 48° 46′ 41,1″ N, 10° 7′ 57,5″ O  |      | Geologische Einheit: Massenkalk-Formation |
| 2896                 | Hülbenreihe ca. 2500 m W von Oberkochen                                                     | Landschaftselement   | Oberkochen                                 | 48° 46′ 36,8″ N, 10° 4′ 16,5″ O  |      | Geologische Einheit: ? |
| 2897                 | Schmiedestein mit Höhle W vom Kocher-Ursprung SSW von Oberkochen                            | Felsformation        | Oberkochen                                 | 48° 46′ 20,2″ N, 10° 5′ 30,1″ O  |      | Geologische Einheit: Grenzbereich Untere Felsenkalk-Formation / Obere Felsenkalk-Formation                                                                |
| 2898                 | Hungerbrunnen im mittleren Wolfertstal NW von Oberkochen                                    | Quelle               | Oberkochen                                 | 48° 48′ 10,8″ N, 10° 5′ 32,8″ O  |      | Geologische Einheit: Wohlgeschichtete Kalk-Formation |
| 2899                 | Langertsteinhöhle im Langertstein ca. 2300 m SW von Unterkochen                             | Höhle                | Oberkochen                                 | 48° 48′ 6,6″ N, 10° 6′ 17,5″ O   |      | Geologische Einheit: Untere Felsenkalk-Formation |
| 2900                 | Böschung der Zufahrtsstraße zum Neubaugebiet Heide                                          | Aufschluss           | Oberkochen                                 | 48° 47′ 42,5″ N, 10° 6′ 30,2″ O  |      | Geologische Einheit: Wohlgeschichtete Kalk-Formation |
| 2901                 | Ölweiherquelle in Oberkochen auf dem Firmengelände Leitz (nicht Zeiss)                      | Quelle               | Oberkochen                                 | 48° 46′ 48,2″ N, 10° 5′ 52,5″ O  |      | Geologische Einheit: Karstquelle |
| 2902                 | Hubertusquelle im Tiefental SW von Oberkochen                                               | Quelle               | Oberkochen                                 | 48° 46′ 10″ N, 10° 4′ 4,2″ O     |      | Geologische Einheit: Grenze Lacunosamergel-Formation Untere Felsenkalk-Formation                                                                          |
| 2903                 | Sandgruben zwischen Buch und Schwabsberg                                                    | Aufschluss           | Rainau Gemarkung Schwabsberg               | 48° 54′ 47,3″ N, 10° 8′ 10″ O    |      | Geologische Einheit: Goldshöfer Sande |
| 2904                 | Felsgruppe im Waldgebiet Reitersbuck SW von Utzmemmingen                                    | Felsformation        | Riesbürg Gemarkung Utzmemmingen            | 48° 49′ 10,3″ N, 10° 25′ 33,9″ O |      | Geologische Einheit: Riestrümmer |
| 2905                 | Aufg. Steinbruch in der oberen Holderklinge S von Orrotsee, WSW von Dietrichsweiler         | Aufschluss           | Rosenberg                                  | 48° 59′ 58″ N, 10° 5′ 22,4″ O    |      | Geologische Einheit: Stubensandstein |
| 2906                 | Aufg. Steinbruch SW von Beuren                                                              | Aufschluss           | Schwäbisch Gmünd Gemarkung Bargau          | 48° 46′ 5,9″ N, 9° 54′ 31,1″ O   |      | Geologische Einheit: Wohlgeschichtete Kalk-Formation |
| 2907                 | Aufschlüsse am Kammweg auf dem Rechberg NW von Rechberg                                     | Aufschluss           | Schwäbisch Gmünd Gemarkung Rechberg        | 48° 45′ 22,2″ N, 9° 47′ 11,1″ O  |      | Geologische Einheit: Wohlgeschichtete Kalk-Formation Lacunosamergel-Formation Untere Felsenkalk-Formation                                                 |
| 2908                 | Aufg. Steinbruch W von Schwäbisch Gmünd                                                     | Aufschluss           | Schwäbisch Gmünd                           | 48° 47′ 39,4″ N, 9° 46′ 24,3″ O  |      | Geologische Einheit: Stubensandstein |
| 2909                 | Böschung NW von Metlangen                                                                   | Aufschluss           | Schwäbisch Gmünd Gemarkung Strassdorf      | 48° 46′ 12,8″ N, 9° 46′ 8,2″ O   |      | Geologische Einheit: Knollenmergel |
| 2910                 | Felsböschung im Tiefenbachtal W von Strassdorf                                              | Aufschluss           | Schwäbisch Gmünd Gemarkung Strassdorf      | 48° 46′ 41,3″ N, 9° 45′ 56,4″ O  |      | Geologische Einheit: Stubensandstein |
| 2911                 | Bachriss des Tiefenbachs W von Strassdorf                                                   | Landschaftselement   | Schwäbisch Gmünd Gemarkung Strassdorf      | 48° 46′ 30″ N, 9° 46′ 3,6″ O     |      | Geologische Einheit: Stubensandstein |
| 2912                 | Böschung im Gewann Hagenäcker NW von Rechberg, NW der Ruine Hohenrechberg                   | Aufschluss           | Schwäbisch Gmünd Gemarkung Strassdorf      | 48° 45′ 28,2″ N, 9° 46′ 39,4″ O  |      | Geologische Einheit: Eisensandstein-Formation |
| 2913                 | Aufg. Schottergrube W von Herdtlinsweiler                                                   | Aufschluss           | Schwäbisch Gmünd Gemarkung Weiler          | 48° 45′ 16,5″ N, 9° 51′ 28,1″ O  |      | Geologische Einheit: Wohlgeschichtete Kalk-Formation |
| 2914                 | Böschung NE von Gaxhardt                                                                    | Aufschluss           | Stödtlen                                   | 49° 1′ 16,3″ N, 10° 19′ 50,4″ O  |      | Geologische Einheit: Quartäre Ablagerungen |
| 2915                 | Aufg. Steinbruch am Bonifaziusberg SW von Wössingen                                         | Aufschluss           | Unterschneidheim Gemarkung Zipplingen      | 48° 54′ 0,9″ N, 10° 23′ 30,6″ O  |      | Geologische Einheit: Ortsveränderte Oberjurakalke |
| 2916                 | Aufg. Steinbruch auf dem Stuifen ESE der Ziegelhütte                                        | Aufschluss           | Waldstetten Gemarkung Wissgoldingen        | 48° 44′ 31,6″ N, 9° 48′ 51,2″ O  |      | Geologische Einheit: Grenze Wohlgeschichtete Kalk-Formation Numismalismergel-Formation                                                                    |
| 2917                 | Aufg. Sandgrube 100 m S von Konradsbronn                                                    | Aufschluss           | Wört                                       | 49° 1′ 30,8″ N, 10° 15′ 6,7″ O   |      | Geologische Einheit: Stubensandstein |